# Aeginio Circuit
Der Aeginio Circuit  ist eine ehemalige Motorsport-Rennstrecke im Regionalbezirk Pieria in der Region Zentralmakedonien in Griechenland und war zu seiner Eröffnung die erste permanente Rennstrecke des Landes.

## Geschichte
Die Rennstrecke wurde am 15. Oktober 1989 eröffnet. Nur 14 Tage später wurde die Genehmigung für den Betrieb von lokalen Behörden widerrufen. Sie wurde danach noch gelegentlich als Test- und Präsentationsstrecke benutzt. Bemühungen, die Rennstrecke in den Folgejahren wieder einer motorsportlichen Nutzung zuzuführen, blieben bis heute aufgrund des Widerstandes lokaler Behörden ergebnislos.